# Томатлан-де-Халиско (муниципалитет)
Томатла́н (исп. Tomatlán), также Томатлан-де-Халиско (исп. Tomatlán de Jalisco) — муниципалитет в Мексике, в штате Халиско, с административным центром в одноимённом городе. Численность населения, по данным переписи 2020 года, составила 36 316 человек.

## Общие сведения
Название Tomatlán с языка науатль можно перевести как: место томатов.
Площадь муниципалитета равна 3014,8 км², что составляет 3,8 % от общей площади штата, а наиболее высоко расположенное поселение Эль-Каррисалильо находится на высоте 899 метров.
Томатлан граничит с другими муниципалитетами штата Халиско: на севере с Кабо-Коррьентесом и Тальпа-де-Альенде, на северо-востоке с Куаутлой, на востоке с Аютлой, на юге с Вилья-Пурификасьоном и Ла-Уэртой, а на западе омывается водами Тихого океана.

## Учреждение и состав
Муниципалитет был образован 30 апреля 1871 года, по данным 2020 года в его состав входит 176 населённых пунктов, самые крупные из которых:
| Код INEGI                  | Населённый пункт                                                                      | Численность населения (2005 год) | Численность населения (2010 год) | Численность населения (2020 год) |
| -------------------------- | ------------------------------------------------------------------------------------- | -------------------------------- | -------------------------------- | -------------------------------- |
| 100                        | Всего                                                                                 | 31798                            | 35050                            | 36316                            |
| 0001                       | Томатлан (исп. Tomatlán) 19°56′29″ с. ш. 105°14′43″ з. д. (административный центр)    | 7899                             | 9026                             | 9842                             |
| 0065                       | Хосе-Мария-Морелос (исп. José María Morelos) 19°40′35″ с. ш. 105°10′56″ з. д.         | 2567                             | 2970                             | 3200                             |
| 0189                       | Хосе-Мария-Пино-Суарес (исп. José María Pino Suárez) 19°56′56″ с. ш. 105°19′40″ з. д. | 2194                             | 2554                             | 3160                             |
| 0023                       | Кампо-Акоста (исп. Campo Acosta) 19°46′14″ с. ш. 105°14′53″ з. д.                     | 2116                             | 2638                             | 3153                             |
| 0034                       | Ла-Крус-де-Лорето (исп. La Cruz de Loreto) 20°00′27″ с. ш. 105°27′23″ з. д.           | 1776                             | 1908                             | 1819                             |
| 0167                       | Эль-Туле (исп. El Tule) 20°01′40″ с. ш. 105°14′40″ з. д.                              | 1265                             | 1498                             | 1510                             |
| 0159                       | Текеските (исп. Tequesquite) 20°03′56″ с. ш. 105°18′00″ з. д.                         | 1046                             | 1172                             | 1224                             |
| 0053                       | Гаргантильо (исп. Gargantillo) 20°01′03″ с. ш. 105°20′45″ з. д.                       | 954                              | 1087                             | 1046                             |
| —                          | Прочие                                                                                | 11981                            | 12197                            | 11362                            |
| Названия на карте Генштаба |                                                                                       |                                  |                                  |                                  |

## Экономическая деятельность
По статистическим данным 2000 года, работоспособное население занято по секторам экономики в следующих пропорциях:
- сельское хозяйство, животноводство и рыбная ловля — 49 %;
- промышленность и строительство — 13,2 %;
- торговля, сферы услуг и туризма — 36,3 %;
- безработные — 1,5 %.

## Инфраструктура
По статистическим данным 2020 года, инфраструктура развита следующим образом:
- электрификация: 98,2 %;
- водоснабжение: 57,4 %;
- водоотведение: 95,2 %.